# Turing-díj
A Turing-díj Alan Turingról, a Turing-gép megalkotójáról kapta a nevét. Az a személy kaphatja meg, aki kiemelkedően hozzájárul a számítástechnika tudományának fejlődéséhez. A díjat az ACM, a világ egyik legrangosabb és egyben legnagyobb informatikai társasága ítéli oda. A díjjal 250 000 amerikai dollár összegű pénzjutalom jár, amelynek anyagi fedezetét az Intel és a Google cég biztosítja.

## Díjazottak
- 2021 Jack Dongarra
- 2020 Alfred Aho, Jeffrey Ullman
- 2019 Edwin Catmull, Pat Hanrahan
- 2018 Joshua Bengio, Geoffrey Hinton, Yann LeCun
- 2017 John Leroy Hennessy, David Andrew Patterson
- 2016 Tim Berners-Lee,
- 2015 Martin Hellman, Whitfield Diffie
- 2014 Michael Stonebraker
- 2013 Leslie Lamport
- 2012 Silvio Micali, Shafi Goldwasser
- 2011 Judea Pearl
- 2010 Leslie Valiant
- 2009 Charles Thacker
- 2008 Barbara Liskov
- 2007 Edmund Clarke, E. Allen Emerson, Joseph Sifakis
- 2006 Frances Allen
- 2005 Peter Naur
- 2004 Vint Cerf
- 2004 Bob Kahn
- 2003 Alan Kay
- 2002 Adi Shamir, Leonard Adleman, Ron Rivest
- 2001 Ole-Johan Dahl, Kristen Nygaard
- 2000 Andrew Yao
- 1999 Frederick Brooks
- 1998 James Gray
- 1997 Douglas Engelbart
- 1996 Amir Pnueli
- 1995 Manuel Blum
- 1994 Edward Feigenbaum, Raj Reddy
- 1993 Juris Hartmanis
- 1993 Richard Stearns
- 1992 Butler Lampson
- 1991 Robin Milner(wd)
- 1990 Fernando J. Corbató
- 1989 William Kahan
- 1988 Ivan Sutherland
- 1987 John Cocke
- 1986 John Hopcroft, Robert Tarjan
- 1985 Richard Karp
- 1984 Niklaus Wirth
- 1983 Dennis M. Ritchie, Kenneth Lane Thompson
- 1982 Stephen Cook
- 1981 Edgar F. Codd
- 1980 Tony Hoare
- 1979 Kenneth Iverson
- 1978 Robert Floyd
- 1977 John Backus
- 1976 Michael Rabin, Dana Scott
- 1975 Allen Newell, Herbert Simon
- 1974 Donald Knuth
- 1973 Charles Bachman
- 1972 Edsger Wybe Dijkstra
- 1971 John McCarthy
- 1970 James Hardy Wilkinson
- 1969 Marvin Minsky
- 1968 Richard Hamming
- 1967 Maurice Wilkes
- 1966 Alan Perlis